# 石上正憲
石上 正憲（いしがみ まさのり、1948年7月7日 - 没年月日不詳）は、フリーパーソナリティ。元RKB毎日放送社員、アナウンサー。静岡県出身。

## 人物
- 愛称は、イシヤン。
- 静岡県立静岡高等学校、慶應義塾大学法学部卒業[1]。
- RKBラジオの看板番組である『歌謡曲ヒット情報』を歴代パーソナリティの中で最長の19年10ヶ月（1976年10月～1996年8月）務めるなど、芸能畑で活躍。その後、営業局に移り北九州支社で勤務、支社長を務めた後早期退職した。
- 2007年4月より『ヒット情報』の木・金曜のパーソナリティの一人となり、久しぶりに第一線に復帰した。
- 2021年1月1日放送の、RKBラジオ特別番組「ベスト歌謡70」において、すでに死去したことが言及された。

## 社員時代の担当番組
- RKBベスト歌謡50（ラジオ、1990年4月～1995年12月）
- ホークス歌の応援団（ラジオ）
- 歌謡曲ヒット情報（ラジオ、1976年10月～1996年8月・2007年4月～2008年9月）[1]
- 県政サロン（ラジオ）[1]